# Bożacin (przystanek kolejowy)
Bożacin − przystanek kolejowy w Bożacinie, w Polsce, w województwie wielkopolskim, w powiecie krotoszyńskim.

## Ruch pasażerski
| Rok  | Wymiana pasażerska na dobę |
| ---- | -------------------------- |
| 2017 | 0-9                        |
| 2022 | 0-9                        |